# Lloro menut de cara taronja
El lloro menut de cara taronja (Micropsitta pusio) és una espècie d'ocell de la família dels psitàcids que habita els boscos del sud-est de Nova Guinea, illes Manam i Karkar i arxipèlags D'Entrecasteaux, Louisiade i Bismarck.